# شی سوییت
شی سوییت (انگلیسی: Shay Sweet؛ زاده ۲۲ سپتامبر ۱۹۷۸) بازیگر پورنوگرافی اهل ایالات متحده آمریکا است. از فیلم‌های پورنوگرافی که وی در آن نقش داشته است، می‌توان به بریانا عاشق جینا اشاره کرد.